# رافاييل فورتين
رافاييل فورتين هو سياسي كندي، ولد في فبراير 1981 في مونتريال في كندا. نشط حزبياً في New Democratic Party of Quebec (2014) ‏.